# 顎下腺
顎下腺（がっかせん、Glandula submandibularis）は、大唾液腺の一つ。ヒト以外の脊椎動物では下顎腺と呼ばれる。
顎下腺は耳下腺に続く大きさの唾液腺であり、やや平らな楕円体を成し、長さ2.5〜3.5cm、厚さ約1.5cm。
位置は顎舌骨筋の下で、下顎骨と顎二腹筋の前後両腹との間の三角形の窩にあり、外面からは浅頸筋膜に覆われている。顎下腺管は腺の後端から出て、顎舌骨筋の後縁を廻り、その上に出、舌下腺の内側を前進して舌下小丘に開く。その長さは、5〜6cmである。
顕微鏡解剖学的には、大部分が漿液性であり、少部分のみ混合性である。腺小葉内には脂肪細胞が少なく、終末（分泌）部間の結合組織も少なくて緻密である。漿液性の部分には介在および線条導管がよく発達している。漿液細胞および粘液細胞よりなる混合性の部分では漿液細胞が群をなして終末部の一隅に押されて、いわゆる半月（Lunula）を成す。粘液細胞は分泌物が多く含む時、その原形質は扁平な核と共に細胞の底部に圧せられる。